# Teresa De Sio
Teresa De Sio (Nápoles, 3 de noviembre de 1952) es una cantante y escritora italiana.

## Biografía

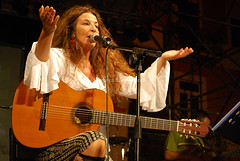
En un concierto de 2009

Nativa de Nápoles, creció en la cercana Cava de' Tirreni, de donde procedía su familia. Es hija de Elvira y del abogado y escritor Alfonso De Sio, y hermana mayor de la actriz Giuliana De Sio.
En 1976 comenzó su carrera como vocalista junto a Eugenio Bennato con Musicanova, una banda centrada en la música folclórica napolitana. En 1980 lanzó su carrera en solitario con el álbum Sulla terra sulla luna. Su segundo disco, Teresa De Sio, cantado en napolitano, obtuvo una buena acogida de crítica y público, vendiendo más de un millón de copias. Dicho éxito se repitió con su tercera obra, Tre (1982), con 800.000 copias vendidas; algunas de sus canciones más conocidas de este periodo son Voglia 'e turnà, Aumm aumm, 'E pazzielle, Terra 'e nisciuno y Ariò.
En sus dos siguientes álbumes, Africana (1985) y Sindarella suite (1988), la cantante colaboró con Brian Eno. En la década de 1990, su obra adquirió un mayor compromiso político. En su álbum de 1995 Un libero cercare trabajó con Fabrizio De André y Fiorella Mannoia. En 2003 actuó junto a Stewart Copeland y Vittorio Cosma en La Notte della Taranta de Melpignano. En 2005, De Sio participó junto con Giovanni Lindo Ferretti en la 62.ª edición del Festival Internacional de Cine de Venecia con el documental Craj, dirigido por Davide Marengo, que obtuvo el Premio Lino Micciché.
Es autora de dos novelas: Metti il diavolo a ballare (2009) y L'Attentissima (2015), ambas editadas por Einaudi.

## Discografía

### Álbumes de estudio
- 1978 - Villanelle Popolaresche del '500 (Philips 6323 069)
- 1980 - Sulla terra sulla luna (Philips 6492 106)
- 1982 - Teresa De Sio (Philips 6492 127)
- 1983 - Tre (Philips 812 785-1)
- 1985 - Africana (Philips 824 810-1)
- 1986 - Toledo e regina (Fonit Cetra 830 542-1)
- 1988 - Sindarella suite (Philips 834 301-1)
- 1991 - Ombre rosse (Philips 510 292-1)
- 1993 - La mappa del nuovo mondo (Cgd 4509-93545-2)
- 1995 - Un libero cercare (Cgd 630 11376-2)
- 1999 - La notte del Dio che balla (autori vari)
- 2004 - A Sud! A Sud!
- 2007 - Sacco e fuoco
- 2008 - Sacco e fuoco - Edizione De Luxe (doppio CD)
- 2011 - Tutto cambia
- 2017 - Teresa canta Pino  (Universal Music	5735748)
- 2019 - Puro desiderio (Believe)

### Álbumes en vivo
- 1997 - Primo viene l'amore (Cgd 630 19408-2)

### Álbumes recopilatorios
- 1991 - Voglia 'e turnà (Phonogram/Polygram 512811-2)
- 1998 - Successi (Phonogram/Polygram 512811-2)
- 2002 - Voglia 'e turnà e altri successi (Mercury 558231 2)
- 2006 - Le più belle canzoni di Teresa De Sio (Wea 5051011-2107-2-3)
- 2012 - Mediterranea (Universal)

### Sencillos
- 1977 -  L'Eliogabalo Operetta Irrealista  (12", Promo grabada con Lucio Dalla, Emilio Locurcio, Ron e Claudio Lolli)
- 1980 -  O Sole Se Ne Va / Sulla Terra Sulla Luna  (Philips – 6025 265)
- 1985 -  Tamburo / Tamburo (Extended Version)  (Philips – 884 559-1)
- 1988 -  Bocca Di Lupo / Il Miracolo Di Salvatore Ammare  (Polygram – 5000 769 A/B)
- 1995 -  Animali Italiani  (CGD – 0140 15532-2)
- 2011 -  Inno Nazionale / Non Dormo Mai Tutta La Notte / Padroni E Bestie  (Promo)

### Álbumes con Musicanova
- 1976 - Garofano d'ammore (Philips 6323 044)
- 1978 - Musicanova  (Philips 6323 055)
- 1979 - Quanno turnammo a nascere (Canzoni sulle quattro stagioni di Eugenio Bennato e Carlo d'Angiò) (Philips 6323 078)

## Novelas
- (2009). Metti il diavolo a ballare. Turín: Einaudi. ISBN 978-88-06-19853-4
- (2015). L'Attentissima. Turín: Einaudi. ISBN 978-88-06-22238-3